# Organización territorial de Namibia
Namibia está dividida en 14 regiones luego de la división de la región de Kavango ocurrida el año 2013:
1. Kunene
2. Omusati
3. Oshana
4. Ohangwena
5. Oshikoto
6. Kavango del Oeste
7. Kavango del Este
8. Zambezi
9. Erongo
10. Otjozondjupa
11. Omaheke
12. Khomas
13. Hardap
14. Karas